# Даргинська мова
Дарги́нська мо́ва — мова, що є рідною для 505 тис. даргинців (Акушинський, Буйнакський, Сергокалинський, Левашинський, Духадаєвський, Кайтагський р-н Дагестану). Писемна мова базована на Акушинському діалекті. До 1928 р. Даргинська мова використовувала арабський алфавіт, потім латинський до 1938 р. і згодом під впливом радянської влади була введена кирилиця.
Іменник має граматичні категорії числа і відмінку, а також ділиться на 3 класи: Ікл.-іменники чоловічого роду(дудеш-батько, урши-син, удзи-брат, мурул-чоловік). Признаками Ікл. є в, й та нульовий показник: дудеш вакІиб-батько прийшов, дудеш сай-батько є, дудеш узар-батько працює. ІІкл.-іменники жіночого роду: неш-мама, рурси-донька, рудзи-сестра, хІунул-дружина(жінка). Признаком ІІкл. є р-:неш рукІиб-мама прийшла, неш сари-мама є, неш рузар-мама працює. До ІІІкл. відносяться всі решта іменників, що не ввійшли до І чи ІІ класу: ута-крісло, ундза-двері, бецІ-вовк, шин-вода. Унц бакІиб-бик прийшов, унц саби-бик є, унц бузар-бик мучиться.
В мгожині І і ІІ класи мають показник б- :уршби бакІиб-сини прийшли, рурсби бакІиб-дівчата прийшли. ІІІкл. має показник д- (на початку слова) і р- (в середині чи в кінці): унци дакІиб-бики прийшли, унци лер-бики є.
Показники множини є доволі різноманітні: -би,-ти,-ми,-ни,-и,-ри,-хьали; -би: хІули(око)- хІулби, тІул(палець)- тІулби; -ти: адам(чоловік)- адамти, хІейван(тварина)-хІейванти; -ни: багьа(ціна)- багьні; -ми: дабри(взуття)-дабруми, шала(світло)- шалми; -и: унц(бик)- унци, бецІ(вовк)- буцІи; -ри: кабц(шкіра)- кубцри.
Відмінки прийнято ділити на 2 групи: абстрактні (називний, ергативний, родовий, давальний, спільний, предметний, орудний) і просторові(місцеві).

## Приклад
«Заповіт» Т.Шевченка даргинською мовою (переклав Рашид Рашидов)
| АМАНАТ Наб ахІер украйнализиб, БягІуси авлахъла ургав Кайхьабая ну хІяблизи. Буркъая хІяб музаличиб, Кьуватли башул хІеркІличиб, Днепр-хІеркІ чебиэсли, Бургънила тІама аргъесли. Украйнала душмантала ЦІудар хІи авлахъличиркал ХІеркІли архуси замана Ахъирус ну хІяблизивад — Ахъирус ну ва айус ну Аллагъла унабурхІличи, Балга бирис… Амма ачам Ну вирххІерус аллагьличи. ХІяриихьили, айзурли, Рахажуни къябдарая, Душманна агъула хІили Аззаддеш баргкагьирая, Азадбухъунси, сагаси, ЧебяхІси хъалибарглизив Нура, бурили дев гІяхІси, Гьануршабая гъайлизив. |

ВебкІибхІели, буркъая хІяб

Джерело: Українська бібліотека